# Christian Flores (futbolista peruano)
Christian Martín Flores Córdova (Callao, Perú, 12 de enero de 2001) es un futbolista peruano. Juega como centrocampista y su equipo actual es el Alianza Atlético de la Liga 1del Perú.

## Trayectoria

### Universitario de Deportes
Christian Flores fue formado en las divisiones menores de Universitario de Deportes. En el año 2021 fue ascendido al primer equipo, con el cual debutó en primera división el 10 de mayo de 2021 en la victoria por 1-0 ante la Universidad Técnica de Cajamarca.
En marzo de 2022 fue cedido en préstamo al Deportivo Coopsol, debutando frente a los Los Chankas tras ingresar en el segundo tiempo. Disputó 20 partidos anotó 2 goles. En diciembre de 2022 fue fichado por Deportivo Municipal.
En la temporada 2023 descendió de categoría, al quedar penúltimo en la tabla acumulada del torneo con la Deportivo Municipal.

## Clubes
| Club                      | País | Año    |
| ------------------------- | ---- | ------ |
| Universitario de Deportes | Perú | 2021   |
| Deportivo Coopsol         | Perú | 2022   |
| Deportivo Municipal       | Perú | 2023 - |